# Uniciteit
Uniciteit betekent in de wiskunde en logica dat een eigenschap voor precies één element van een verzameling geldt. De bijbehorende unieke existentiekwantor wordt genoteerd als {\displaystyle \exists !}.

## Voorbeeld
De volgende uitspraak is waar: er is precies één positief reëel getal x zodanig dat {\displaystyle x^{2}=3}. Dit geldt namelijk voor {\displaystyle x={\sqrt {3}}}. Wiskundigen noteren dit als:
{\displaystyle \exists !x\in \mathbb {R} ^{+}:x^{2}=3}
De volgende uitspraak is echter onjuist: er is precies één reëel getal x zodanig dat {\displaystyle x^{2}=3}. Dit geldt namelijk voor {\displaystyle x=-{\sqrt {3}}} en {\displaystyle x={\sqrt {3}}}. Dat er niet precies één reëel getal x is zodanig dat {\displaystyle x^{2}=3} (dus dat er nul of ten minste twee zijn) wordt genoteerd als:
{\displaystyle \lnot \exists !x\in \mathbb {R} :x^{2}=3}
In het eerste geval geldt unieke existentie, in het tweede geval niet.

## Bewijzen van uniciteit
De meest gebruikte techniek om uniciteit te bewijzen, is om eerst te bewijzen dat een element met de gegeven eigenschap bestaat, en vervolgens te bewijzen dat 2 zulke elementen gelijk aan elkaar moeten zijn.